# هيلين هاي سميث
هيلين هاي سميث (بالإنجليزية: Helen Hay Smith)‏ هي سيدة أعمال نيوزيلندية، ولدت في 1873، وتوفيت في 1918.